# Garrett Reisman
Garrett Erin Reisman (nascut el 10 de febrer de 1968) és un enginyer americà i anteriorment astronauta de la NASA. Va ser reserva de la tripulació de l'Expedició 15 i es va afegir a l'Expedició 16 a bord de l'Estació Espacial Internacional per poc temps abans de formar part de l'Expedició 17. Va tornar a la Terra el 14 de juny de 2008 a bord del STS-124 en el Transbordador Espacial Discovery. Va ser tripulant de la missió STS-132 que va viatjar a l'Estació Espacial Internacional a bord del Transbordador Espacial Atlantis del 14 al 26 de maig de 2010.